# آرثر (لاعب كرة قدم)
آرثر هو لاعب كرة قدم برازيلي في مركز الوسط، ولد في 25 مايو 1986 في ساو باولو في البرازيل. لعب مع نادي ساو باولو.

## وصلات خارجية
- آرثر على موقع قاعدة بيانات كرة القدم.إي يو (الإنجليزية)
- آرثر على موقع Soccerway.com (الإنجليزية)